# Lajos Koltai
Lajos Koltai, né le 2 avril 1946 à Budapest, est un directeur de la photographie hongrois, connu pour son association avec les réalisateurs István Szabó et Giuseppe Tornatore. Il a également réalisé un long métrage en 2005, Être sans destin, d'après le roman éponyme d'Imre Kertész.

## Jeunesse et études
Né au début de la guerre froide, Koltai s'intéresse très jeune au cinéma, à une époque où la censure frappe facilement les films au contenu un peu trop subversif. À 14 ans, il tourne son premier film en Super 8, puis continue à écrire des scénarios courts pour des films amateurs où il fait jouer sa famille et ses amis. Il gagne les premier et second prix à un festival de film amateur local, où le président du jury n'est autre que le jeune réalisateur István Szabó. Koltai entreprend alors des études à l'École de théâtre et de cinéma de Budapest, une école reconnue pour sa formation en image, d'où sont sortis Vilmos Zsigmond et László Kovács.

## Collaboration avec István Szabó
Koltai connait, assez tôt dans sa carrière, la reconnaissance grâce à sa collaboration avec le réalisateur István Szabó, en premier lieu avec le succès du film Mephisto (Oscar du meilleur film en langue étrangère en 1982) et avec le film politique L'Éducation de Véra de Pál Gábor. À cette époque, la communauté internationale montrait un regain d'intérêt pour les films issus de l'Europe de l'Est, et en particulier pour l'école hongroise des chefs opérateurs, au service de films qui explorent l'histoire du pays et ses zones d'ombre de la collaboration avec le nazisme. Après son éclairage sur l'apprécié Le Temps suspendu de Péter Gothár (1982), considéré comme un des premiers teen movie, Koltai ne quittera plus Szabó, d'abord sur ses deux projets suivants, Colonel Redl, Prix du jury du Festival de Cannes en 1985 et Hanussen (1988), film sur le voyant « officiel » du régime nazi, puis lors de sa carrière américaine (La Tentation de Venus, Adorable Julia, Sunshine, Taking sides, le cas Furtwängler et Rokonok).

## Carrière à Hollywood
Fort de sa renommée et à l'instar de son ami réalisateur, Koltai décida de partir à Hollywood, s'inscrit à l'American Society of Cinematographers (ASC), enchaînant des projets plus ou moins de commande comme La Fièvre d'aimer de Luis Mandoki, Deux drôles d'oiseau, Quand l'esprit vient aux femmes, Juste Cause, les débuts à la réalisation de Jodie Foster Week-end en famille et le dernier film réunissant Jack Lemmon et Walter Matthau, La Croisière aventureuse. Puis il commence une collaboration ave Giuseppe Tornatore, d'abord avec La Légende du pianiste sur l'océan, puis sur Malèna, qui lui vaudra une nomination pour l'Oscar de la meilleure photographie. Il sera également engagé pour le film Max, coproduction anglo-canado-hongroise qui met en scène l'étrange amitié entre Max Rotthman, galeriste juif et le jeune Adolf Hitler aux velléités de carrière de peintre.

## Une nouvelle carrière de réalisateur
En 2005, Koltai entreprend de réaliser son propre film, Être sans destin, récit d'un jeune juif hongrois déporté en camp de concentration, adaptation du roman du Prix Nobel de littérature Imre Kertész. Le film est sélectionné à de nombreux festivals et lui permet de continuer avec un nouveau projet, une production américaine cette fois, Le Temps d'un été, sur un scénario de Michael Cunningham et Susan Minot, avec une distribution comprenant Claire Danes, et Glenn Close.

## Filmographie partielle (chef opérateur)
- 1975 – Adoption (Örökbefogadás) de Márta Mészáros
- 1975 - Où êtes-vous madame Déry ? (Déryné hol van?) de Gyula Maár
- 1976 - Hors jeu de Péter Szász
- 1977 - Le Diable bat sa femme et marie sa fille (Veri az ördög a feleségét) de Ferenc András
- 1979 – L'Éducation de Véra (Angi Vera) de Pál Gábor
- 1980 – Bizalom de István Szabó
- 1980 – Der grüne Vogel de István Szabó
- 1981 – Mephisto de István Szabó
- 1982 - Guernica de  Ferenc Kósa
- 1982 - Le Temps suspendu de Péter Gothár
- 1984 – Der Snob de Wolfgang Staudte
- 1985 – Colonel Redl (Oberst Redl) de István Szabó
- 1987 – Gaby de Luis Mandoki
- 1988 – Hanussen de István Szabó
- 1989 – Georg Elser de Klaus Maria Brandauer
- 1990 – La Fièvre d'aimer (White Palace) de Luis Mandoki
- 1991 – Mobsters
- 1991 – La tentation de Venus (Meeting Venus) de István Szabó
- 1992 - Chère Emma (Édes Emma, drága Böbe - vázlatok, aktok) de István Szabó
- 1993 - Deux Drôles d'oiseaux (Wrestling Ernest Hemingway) de Randa Haines
- 1993 – Quand l'esprit vient aux femmes (Born Yesterday) de Luis Mandoki
- 1994 – Pour l'amour d'une femme (When a Man loves a Woman) de Luis Mandoki
- 1994 – Mario und der Zauberer de Klaus Maria Brandauer
- 1995 – Juste Cause
- 1995 – Week-end en famille (Home for the Holidays) de Jodie Foster
- 1997 – La croisière aventureuse
- 1998 – La Légende du pianiste sur l'océan (La Leggenda del pianista sull'oceano) de Giuseppe Tornatore
- 1999 – Sunshine de István Szabó
- 2000 – Malèna de Giuseppe Tornatore
- 2001 – Taking Sides : Le Cas Furtwängler de István Szabó
- 2002 – Le Club des Empereurs
- 2002 – Max de Menno Meyjes
- 2004 – Adorable Julia de István Szabó
- 2006 - Rokonok d'István Szabó

### Réalisateur
- 2005 : Être sans destin (Sorstalanság)
- 2007 : Le Temps d'un été (Evening)
- 2023 : Semmelweis

## Source
- (en) Cet article est partiellement ou en totalité issu de l’article de Wikipédia en anglais intitulé « Lajos Koltai » (voir la liste des auteurs).